# Блакитна печера
Блакитна печера (рос. Голубая) — печера в Башкортостані, Росія. Печера горизонтального типу простягання. Загальна протяжність — 617 м. Глибина печери становить 34 м. Категорія складності проходження ходів печери — 1. Печера відноситься до Бурзянського підрайону Бєлорецького району Зілаїрської області Центральноуральської спелеологічної провінції.